# Голицинівська волость
Голицинівська волость — історична адміністративно-територіальна одиниця Бахмутського повіту Катеринославської губернії із центром у селі Голицинівка.
Станом на 1886 рік складалася з 4 поселень, 4 сільських громад. Населення — 1837 осіб (925 чоловічої статі та 912 — жіночої), 240 дворових господарств.
|                     | Площа, десятин | У тому числі орної, дес. |
| ------------------- | -------------- | ------------------------ |
| Сільських громад    | 1904           | 970                      |
| Приватної власності | 13740          | 2314                     |
| Іншої власності     | 2216           | 720                      |
| Загалом             | 17860          | 4004                     |

Поселення волості:
- Голицинівка — колишнє власницьке село при річці Вовча за 75 верст від повітового міста, 804 особи, 123 дворових господарств, православна церква, школа. За 2 версти — лавка, 3 ярмарки на рік. За 7 верст — лікарня й 2 будівлі для кам'яно-вугільних шахт.
- Олексіївка (Бесарабівка) — колишнє власницьке село при річці Водяна, 276 осіб, 34 дворових господарства, паровий млин.
- Курахівка (Кам'янка) — колишнє державне село при річці Вовча, 331 особа, 53 дворових господарства, лавка.

За даними на 1908 рік у волості налічувалось 15 поселень, загальне населення волості зросло до 7322 особи (3643 чоловічої статі та 3679 — жіночої), 956 дворових господарств.